# Yela Loffredo

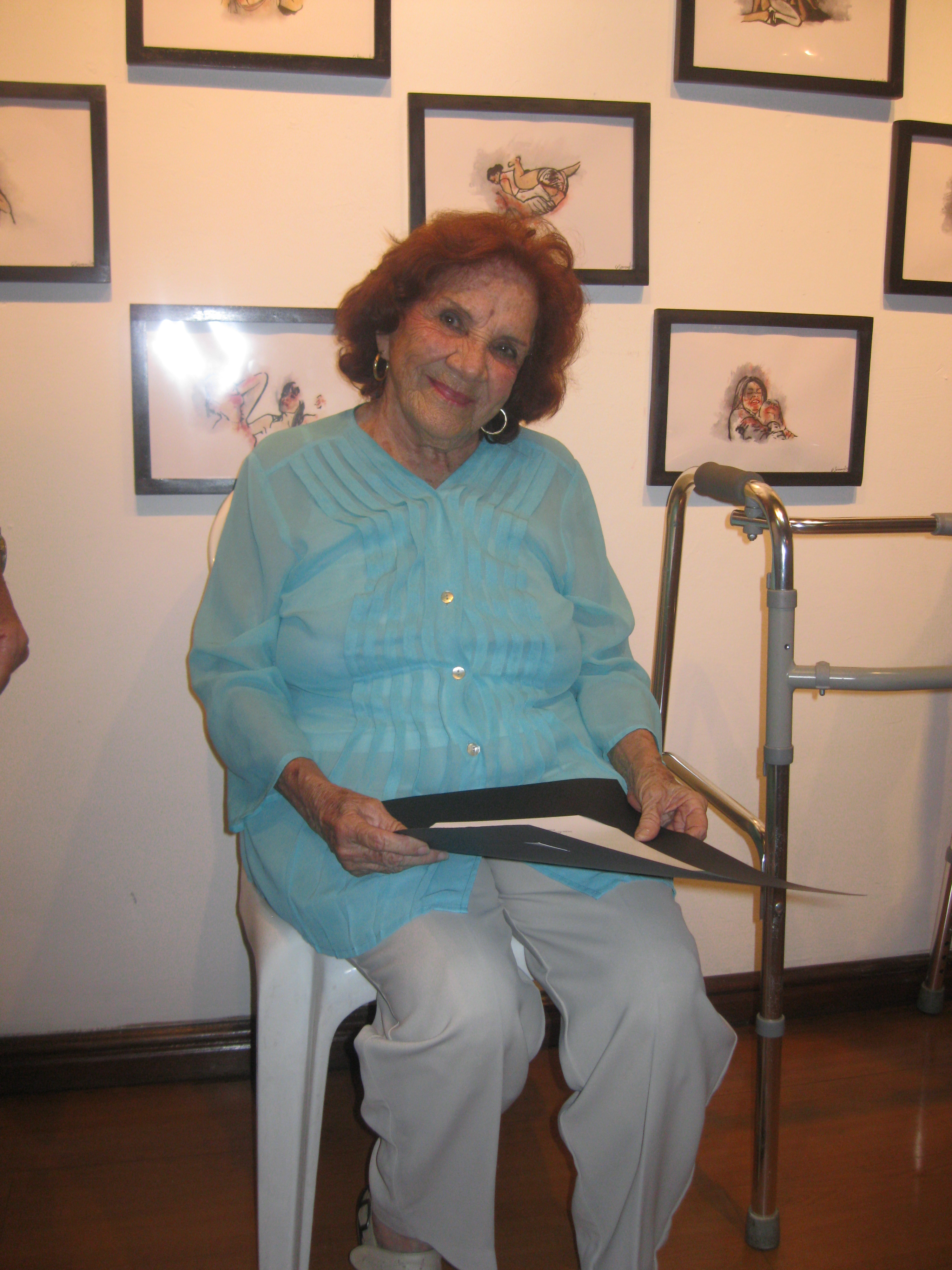
Yela Loffredo, 2013

 Yela Loffredo Rodríguez (* 22. Juli 1924 in Guayaquil, Ecuador; † 16. Mai 2020 ebenda) war eine ecuadorianische Bildhauerin. Sie gründete die Las Peñas Cultural Association, war Direktorin des Stadtmuseums von Guayaquilt und leitete die Kulturabteilung der Escuela Superior Politécnica del Litoral.

## Leben und Werk
Loffredo war das dreizehnte Kind des italienischen Emigranten Salvatore Loffredo und der gebürtigen Guayaquilerin Julia Rodríguez Coello. Sie studierte an der städtischen Schule Nr. 4 Manuel María Valverde und besuchte die weiterführende Schule am Colegio Nacional de Señoritas Guayaquil. Nachdem ihr Vater gestorben war und ihre Mutter 1942 infolge eines Erdbebens gestorben war, lebte sie bei ihren Taufpaten. Später heiratete sie einen Einwanderer deutsch-jüdischer Herkunft, Paul Klein, mit dem sie 5 Kinder bekam.
1960 motivierte ihr Ehemann sie, die Städtische Kunstschule zu besuchen. Sie studierte am Colegio de Bellas Artes Juan José Plaza, wo sie bei dem Bildhauer Alfredo Palacio Moreno das Formen von Bronze und Stein lernte und Malerei bei Theo Constante. Sie studierte außerdem Archäologie an der Casa de la Cultura Núcleo del Guayas unter der Leitung der Forscher und Archäologen Carlos Zevallos Menéndez und Francisco Huerta Rendón.
1966 schloss sie ihr Studium ab und organisierte eine jährliche Ausstellung im Juli, damit junge Bildhauer ihre Werke auf der Straße zeigen könnten. Als Ergebnis der ersten Ausstellung wurde der Kulturverein Las Peñas gegründet, den sie viele Jahre leitete.
1979 wurde sie zur Direktorin der Kulturabteilung der Escuela Superior Politécnica del Litoral (Espol) ernannt. Während ihrer Amtszeit fanden über 32 Jahre lang künstlerische und kulturelle Veranstaltungen statt.
1983 wurde sie von der UNESCO nach Paris entsandt, um ihre Werke zusammen mit Künstlern aus Amerika und Europa auszustellen. 2014 fand auf dem Friedhof Parque de la Paz die Ausstellung Vida y Paz statt, bei der sie 25 Werke aus verschiedenen Materialien wie Marmor, Bronze, Aluminium, Kupfer und Harz ausstellte.
In Anerkennung ihrer Fähigkeiten und ihres Engagements auf dem Gebiet der bildenden Künste auf nationaler und internationaler Ebene wurde ihr neben vielen anderen Auszeichnungen 1999 während der Präsidentschaft von Jamil Mahuad der Premio Nacional Eugenio Espejo verliehen.
Yela Loffredo de Klein starb 2020 im Alter von 95 Jahren in ihrem Haus in Las Peñas.
2020 wurde ihr Haus Casa del Artista Plástico en Las Peñas nach ihr Yela Loffredo benannt. 2022 fand im Musée Municipal de Guayaquilt eine Retrospektivausstellung ihrer Arbeiten statt.